# The Conscious Mind
The Conscious Mind: In Search of a Fundamental Theory é um livro de David Chalmers, publicado em 1996. O autor é um filósofo australiano especializado na área da filosofia da mente. Nesta obra Chalmers apresenta argumentos contra as teorias materialistas da consciência, e avança a sua própria teoria dualista da consciência, baseada em ideias da teoria da informação de Claude Shannon.
The Conscious Mind foi alvo de várias revisões em revistas como Foundations of Physics, Psychological Medicine, Mind, The Journal of Mind and Behavior, e Australian Review of Books.